# IV. Eduárd angol király
IV. Eduárd angol király (Rouen, 1442. április 28. – Westminster, 1483. április 9.) Plantagenet Richárd yorki herceg és Cecily Neville fia. Miután apja a wakefieldi csatában (1460) elesett, Eduárd mint a York-ház (fehér rózsa) feje, magának követelte a koronát a Lancaster-házból (piros rózsa) származott VI. Henrikkel szemben s Towton mellett 1461-ben kivívott győzelme után az angol trónra lépett.

## Élete
Szenvedélyes, erőszakos és a sors csapásaitól vissza nem rettenő, szüntelenül élvezeteket hajhászó uralkodó volt, aki a megbuktatására támasztott mozgalmakat kegyetlen szigorral nyomta el. 1470-ben ugyan a Lancaster-Warwick-párt újabb felkelése folytán kénytelen volt Angliát elhagyni, de miután sógorától, Merész Károly burgundi hercegtől segítséget kapott, már 1471-ben visszatért s a Barnet mellett vívott ütközetben (április 14.) leverte Warwickot és újra az angol trónra lépett. Egy hónappal később a Margit királynő vezérlete alatt kikötött francia hadat verte le. 
Ezek után a Lancaster-házat csaknem teljesen kiirtotta. A fogoly VI. Henriket a Towerben megfojtatta, fiát, Eduárdot összevagdaltatta, a királynét ellenben 75 000 aranyért átadta a francia királynak, XI. Lajosnak. Később testvérét, Györgyöt, Clarence hercegét is megölette. Amilyen kegyetlen volt a főúri és főpapi ellenzékkel szemben, épp annyira elnéző volt a városokkal szemben s ezek támogatása, valamint ügyes pénzügyi politikája kora egyik leggazdagabb és leghatalmasabb uralkodójává tették. Uralkodása alatt fellendült a kontinentális kereskedelem és teljesen eltűnt a jobbágyság.
Két kiskorú fiút hagyott hátra, V. Eduárdot és Richárdot.

## Gyermekei
Felesége, Elizabeth Woodwille (1437 – 1492. június 8.) 10 gyermeket szült Eduárdnak:
| Név       | Születés            | Halál               | Megjegyzés |
| --------- | ------------------- | ------------------- | ---------- |
| Erzsébet  | 1466. február 11.   | 1503. február 11.   |            |
| Mária     | 1467. augusztus 11. | 1482. május 23.     |            |
| Cecília   | 1469. március 20.   | 1507. augusztus 24. |            |
| V. Eduárd | 1470. november 4.   | 1483. július 6.     |            |
| Margit    | 1472. április 10.   | 1472. december 11.  |            |
| Richárd   | 1473. augusztus 17. | 1483                |            |
| Anna      | 1475. november 2.   | 1511. november 23.  |            |
| György    | 1477 márciusa       | 1479 márciusa       |            |
| Katalin   | 1479. augusztus 14. | 1527. november 15.  |            |
| Brigitta  | 1480. november 10.  | 1517                |            |

## Állítólagos házassága LadyEleanor Talbottal
Miután a lány fiatalon megözvegyült első férjétől, Sir Thomas Butlertől 1461 tavaszán, állítólag szerelmi viszonyba kezdett az akkor frissen megkoronázott IV. (Yorki) Eduárd angol királlyal, akihez a pletykák szerint feleségül is ment, ám erről nem maradtak fenn hiteles, írásos bizonyítékok. IV. Eduárd halála után a feleségétől, Elizabeth Woodville-től származó trónörökös, az V. Eduárd néven rövid ideig uralkodó kisfiú nagybátyja, a néhai király öccse, Richárd hamis indokok és bizonyítékok alapján magához ragadta kiskorú unokaöccse koronáját, s III. Richárd néven trónra lépett 1483-ban. V. Eduárdot, s annak öccsét, Richárd yorki herceget az újdonsült király a Towerba záratta, s később állítólag meg is ölette őket. Anyjuk, Erzsébet özvegy királyné IV. Eduárddal kötött frigyét III. Richárd törvénytelenné nyilvánította, abból kifolyólag, mivel hamis dokumentumokat tudott felmutatni az egyháznak, melyek szerint IV. Eduárd már nős ember volt, mielőtt elvette volna Elizabeth úrhölgyet 1464-ben. Nem csak a frigy semmissé nyilvánítását sikerült kieszközölnie Richárdnak, hanem az ún. Titulus Regius nevű törvény értelmében a királyi pár tíz gyermekét is törvénytelennek minősítette, hogy később majd egyik örökös se formálhasson jogot az angol koronára.

## Címere

.
.